# Motril
Motril é um município da Espanha na província de Granada, comunidade autónoma da Andaluzia. Tem 103,3 km² de área e em 2021 tinha 58 545 habitantes (densidade: 566,7 hab./km²). Situa-se dominando a veiga homónima, na qual o principal cultivo é o de anona, cherimoia e abacate  (também se produz manga, goiaba, banana e outros frutos subtropicais).[carece de fontes?]

## Demografia
| Variação demográfica do município entre 1991 e 2004 [carece de fontes?] | Variação demográfica do município entre 1991 e 2004 [carece de fontes?] | Variação demográfica do município entre 1991 e 2004 [carece de fontes?] | Variação demográfica do município entre 1991 e 2004 [carece de fontes?] |
| ----------------------------------------------------------------------- | ----------------------------------------------------------------------- | ----------------------------------------------------------------------- | ----------------------------------------------------------------------- |
| 1991                                                                    | 1996                                                                    | 2001                                                                    | 2004                                                                    |
| 46500                                                                   | 50316                                                                   | 51298                                                                   | 55078                                                                   |